# Way Manak
Way Manak is een bestuurslaag in het regentschap Tanggamus van de provincie Lampung, Indonesië. Way Manak telt 2082 inwoners (volkstelling 2010).